# Teluk Ketapang (Merbau)
Teluk Ketapang is een bestuurslaag in het regentschap Kepulauan Meranti van de provincie Riau, Indonesië. Teluk Ketapang telt 1723 inwoners (volkstelling 2010).